# Hegyi álganajtúró
A hegyi álganajtúró vagy hegyi álganéjtúró (Geotrupes stercorarius) a rovarok (Insecta) osztályának bogarak (Coleoptera) rendjébe, ezen belül a mindenevő bogarak (Polyphaga) alrendjébe és az álganajtúró-félék (Geotrupidae) családjába tartozó faj.
Esetenként nevezik nagy ganajtúró vagy nagy ganéjtúró neveket is, de ez helytelen, mivel nem a ganajtúrófélék családjába tartozik.

## Előfordulása
A hegyi álganajtúró Európa mérsékelt és északi területén Kelet-Szibériáig fordul elő. Magyarországon a 400 méter tengerszint feletti magasságú területeken honos, az alacsonyabb vidékeken a hozzá nagyon hasonló közönséges álganajtúró (Geotrupes spiniger) helyettesíti.

## Megjelenése

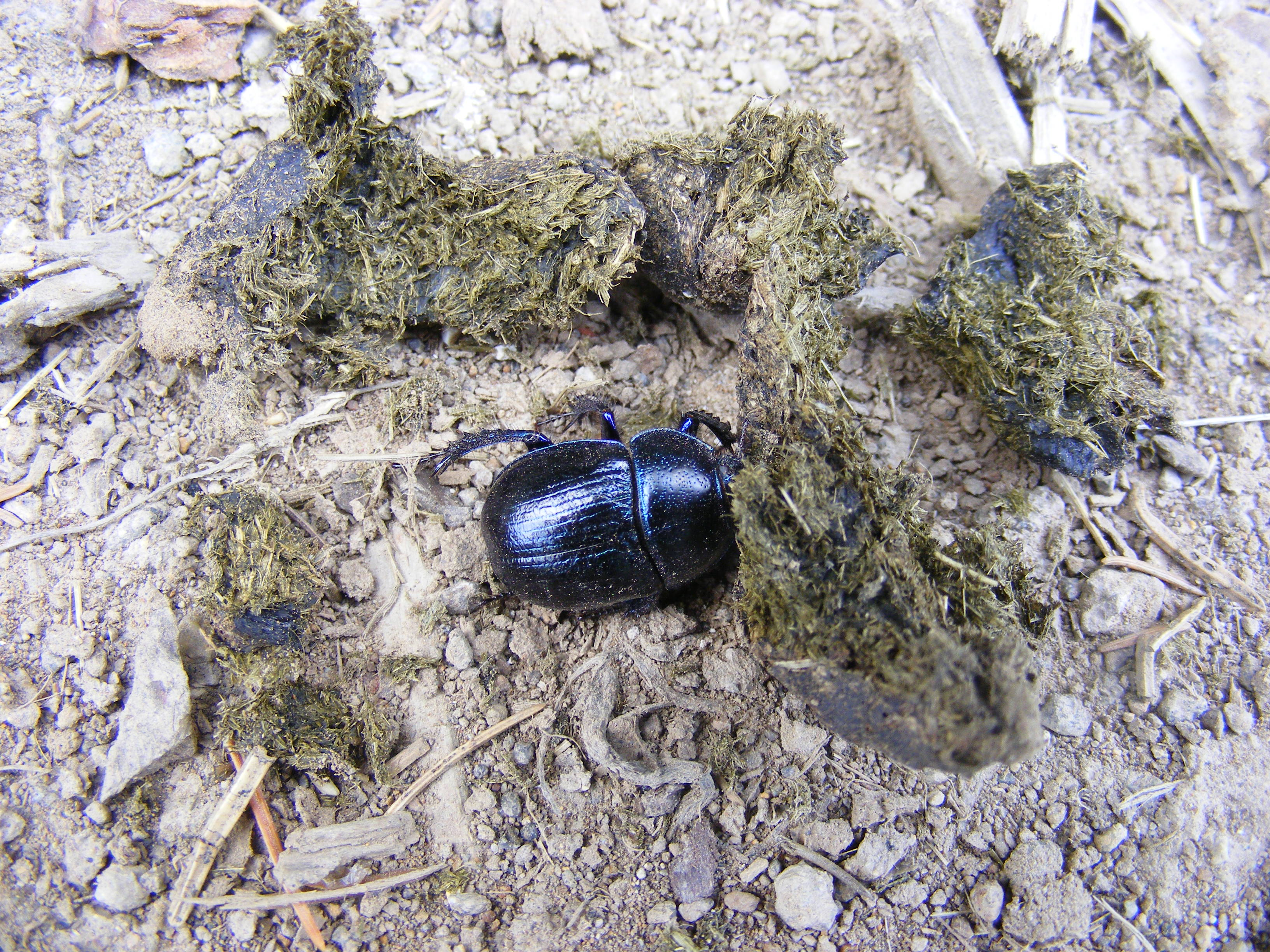
Hegyi álganajtúró munka közben

A rovar hossza 16-25 milliméter. Egy pár hártyás szárnya vastagon kitines szárnyfedők alatt található. Hat lába van, közülük az első pár gereblyeszerűen recézett, a trágya ki- és elásására szolgál. Szájszerve rágó. Csápjának utolsó ízei széttárható lemezeket képeznek, melyek szétnyitása a trágyakeresés során növeli a szagingerekre érzékeny felületet. A bogár színezete fényes fekete, oldala kékesen és zöldesen csillog, testalja fémes kék vagy zöld.

## Életmódja
A hegyi álganajtúró magányosan vagy párban él. Tápláléka trágya. E rovar faj a talajba a trágya alá alagutakat készít, a végükön ivadékkamrákkal, amelyekbe trágyát hord le. Ide rakja a petéit. E fajt sok rovarevő állat és a róka fogyasztja szívesen. A hegyi álganajtúró körülbelül 18 hónapig élhet.

## Szaporodása
Az ivarérettséget egyéves korban éri el. A párzási időszak kora nyárra esik. Egy ivadékkamrában 3-6 petét rak a nőstény. Az ivadékkamra 60 centiméter mély is lehet. A lárvastádium 9 hónapig tart.